# فرقة ألكسندروف العسكرية

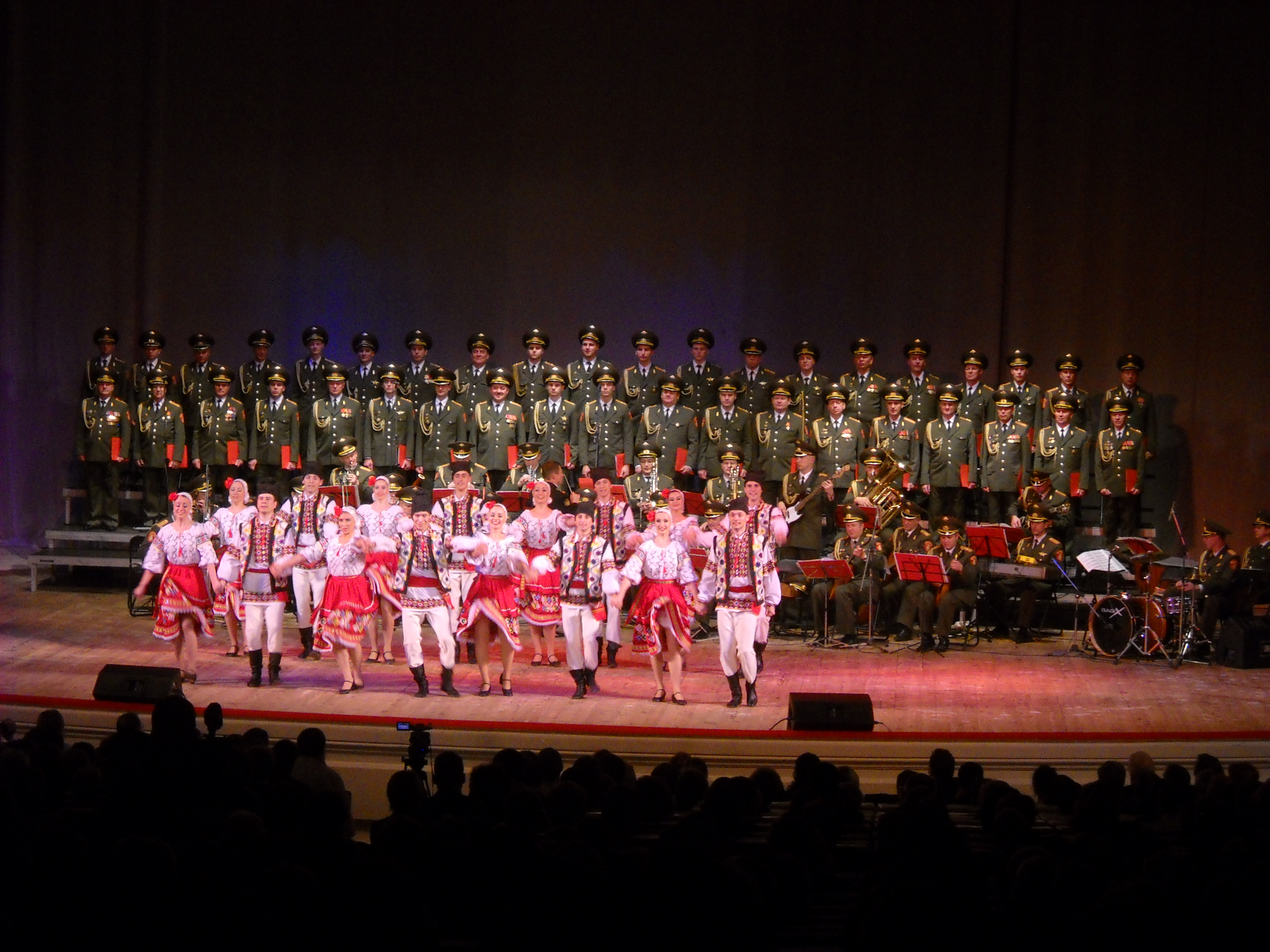
فرقة ألكسندروف العسكرية في وارسو 2009

فرقة ألكسندروف العسكرية هي فرقة الموسيقى العسكرية الرسمية في القوات المسلحة الروسية. تأسست في العهد السوفيتي، وتتكون من جوقة ذكورية وأوركسترا ومجموعة راقصة.
تُعد فرقة ألكسندروف العسكرية إلى جانب فرقة موسيقى وزارة الداخلية، المجموعتان الوحيدتان صاحبتا الحق في تسمية أنفسهما «جوقة الجيش الأحمر».
أدت فرقة ألكسندروف العسكرية عروضها أمام الجماهير في روسيا وحول العالم، وتنوعت عروضها بين الألحان الشعبية والأناشيد والأوبرا والموسيقى الشعبية. أدت الفرقة أغان شهيرة من بينها أغنية مراكبي الفولجا، كاتيوشا، كالينكا وأفي ماريا.
سُميت الفرقة على اسم مديرها الأول، ألكسندر فاسيليفيتش ألكسندروف (1883-1946). واسمها الرسمي منذ 1998 هو الفرقة الأكاديمية للأغاني والرقص التابعة للجيش الروسي المسماة على اسم أ. ڤ. ألسكندروف (الروسية: Академический ансамбль песни и пляски Российской Армии имени А. В. Александрова). وتسمى اختصارًا الفرقة الأكاديمية.
في 25 ديسمبر 2016، توفي 64 عضوًا من الفرقة عندما تحطمت طائرة عسكرية روسية كانت تقلهم فوق البحر الأسود، كانت الطائرة متجهة إلى سوريا، حيث كانت الفرقة ستؤدي عروضًا للاحتفال بعيد الميلاد.

## هوامش

### تعريب
1. ↑  (أغنية رجال مراكب الفولجا): أغنية رجال مراكب الفولغا، أغنية رجال مراكب الفولگا.
2. ↑  (ألكسندر فاسيليفيتش ألكسندروف): ألكسندر ڤاسيليڤيتش ألكسندروڤ.

### وصلات خارجية
- فرقة ألكسندروف العسكرية على موقع ميوزك برينز (الإنجليزية)
- فرقة ألكسندروف العسكرية على موقع ديسكوغز (الإنجليزية)